# Daniel Treadwell
Daniel Treadwell (Ipswich, Massachusetts, 10 de outubro de 1791 — Cambridge, Massachusetts, 27 de fevereiro de 1872) foi um inventor estadunidense.
Dentre suas invenções mais importantes estão uma máquina de fiação de cânhamo para a produção de cordas, e um método de construção de canhões de ferro forjado e aço.

## Biografia
Sua primeira invenção foi uma máquina para produzir parafusos de madeira. Em 1818 criou uma nova forma de prensa móvel. Em 1819 foi para a Inglaterra, onde concebeu a ideia de uma prensa motorizada. Esta foi construída um ano após seu retorno aos Estados Unidos, e foi a primeira pela qual uma folha foi impressa no continente por um meio não acionado manualmente. Foi amplamente usada, e em Nova Iorque grandes edições da Bíblia foram impressas por ela.
Em 1822, em parceria com o John Ware, fundou o Boston Journal of Philosophy and the Arts. Em 1825 foi contratado pela cidade de Boston para fazer um levantamento sobre a introdução da água, e em 1826 desenvolveu um sistema de ramais para transporte ferroviário em um único trilho.
Completou com sucesso a primeira máquina de fiação de cânhamo para a produção de cordas em 1829. Fábricas com capacidade de produção de mil toneladas de cordas foram instaladas em Boston em 1831. Máquinas que ele forneceu em 1836 para o Estaleiro Naval de Charlestown produziram toda a cordoalha por algum tempo para a Marinha dos Estados Unidos. estas máquinas foram usadas no Canadá, Irlanda e Rússia. 
Em 1835 aperfeiçoou um método para fazer canhões de ferro forjado e aço, que se assemelha ao processo que foi posteriormente introduzido por William George Armstrong. Ele patenteou o processo e obteve contratos com o governo, mas o custo elevado de seu canhão impediu uma demanda para eles.
De 1834 a 1845 ocupou a Cátedra Rumford da Universidade Harvard. A teologia também foi um de seus interesses; ele é ficcionalizado como o teólogo de Tales of a Wayside Inn, de Henry Wadsworth Longfellow.

## Obras
- The Relations of Science to the Useful Arts (Boston, 1855)
- On the Practicability of constructing a Cannon of Great Calibre (Cambridge, 1856)
- On the Construction of Hooped Cannon (a sequel to the foregoing; 1864)